# Абдулхади аль-Хаваджа
Абдулхади Абдулла Хубаиль аль-Хаваджа (араб. عبد الهادي عبد الله حبيل الخواجة‎) — бахрейнско-датский правозащитник. В настоящее время он находится в тюрьме в Бахрейне после подавления продемократических протестов в ходе Бахрейнского восстания.
Он является бывшим президентом и соучредителем Бахрейнского Центра по правам человека (БЦПЧ), некоммерческой неправительственной организации, занимающейся защитой прав человека в Бахрейне. Аль-Хаваджа был активно вовлечён и занимал важные места в региональных и международных правозащитных организациях.
После окончания средней школы в Бахрейне в 1977 году Абдулхади аль-Хаваджа отправился в Великобританию, чтобы продолжить своё обучение. Там он участвовал в студенческих мероприятиях, которые были реакцией на демонстрации и аресты в Бахрейне. Власти Бахрейна не продлили действие загранпаспортов для многих своих британских студентов, призвав их вернуться на родину. Летом 1980 года, после того как многие возвратившиеся домой сокурсники аль-Хаваджи были задержаны и допрошены с использованием пыток, а его семейный дом подвергся обыску, он решил остаться в Великобритании.
В 1981 году бахрейнское правительство организовало наступление на оппозицию, утверждая, что раскрыло попытку государственного переворота со стороны Исламского фронта освобождения Бахрейна. Сотни гражданских лиц, в основном студентов, в том числе несовершеннолетних, были задержаны и подвергнуты пыткам. 73 задержанных предстали перед Судом государственной безопасности (ныне упразднённым) по обвинению в членстве в незаконной организации и попытке использовать насилие, получив в тоге от 7 до 25 лет лишения свободы.
В 1991 году аль-Хавадже было предоставлено политическое убежище в Дании. В 1992 году он вместе с другими бахрейнскими политическими иммигрантами, живущими в скандинавских странах и Великобритании, основали Бахрейнскую организацию по защите прав человека (BHRO), базирующуюся в Дании. За период 1992—2001 годов эта организация приобрела авторитет на международном уровне, что способствовало политических изменениям в самом Бахрейне. Когда в 1999 году новым эмиром Бахрейна стал Хамад ибн Иса Аль Халифа, аль-Хаваджа возглавил BHRO и вернулся на родину после 12 лет изгнания. В 2001 года на фоне политических реформ в Бахрейне была объявлена общая политическая амнистия. Аль-Хаваджа был одним из главных основателей и директором Бахрейнского центра по правам человека (BCHR), официально зарегистрированного в июне 2002 года. На родине аль-Хаваджа регулярно подвергался физическим нападениям, но все случаи так и не получили должного расследования.
9 апреля 2011 года Абдулхади аль-Хаваджа был арестован и осуждён в рамках кампании репрессий со стороны властей Бахрейна после продемократических протестов в ходе Бахрейнского восстания. Организация Front Line Defenders выразила опасения за его жизнь после заявления о пытках и сексуальном насилии в местах лишения свободы. Аль-Хаваджа был осуждён 22 июня 2011 года вместе с восемью другими активистами к пожизненному заключению. 8 февраля 2012 года, он начал бессрочную голодовку под лозунгом «свобода или смерть», протестуя против продолжающихся задержаний в Бахрейне. Эта акция длилась 110 дней, в ходе которой аль-Хаваджа подвергался принудительному кормлению.
Его дочери — Марьям и Зайнаб аль-Хаваджа — тоже являются правозащитницами.